# Svenska Centrifug

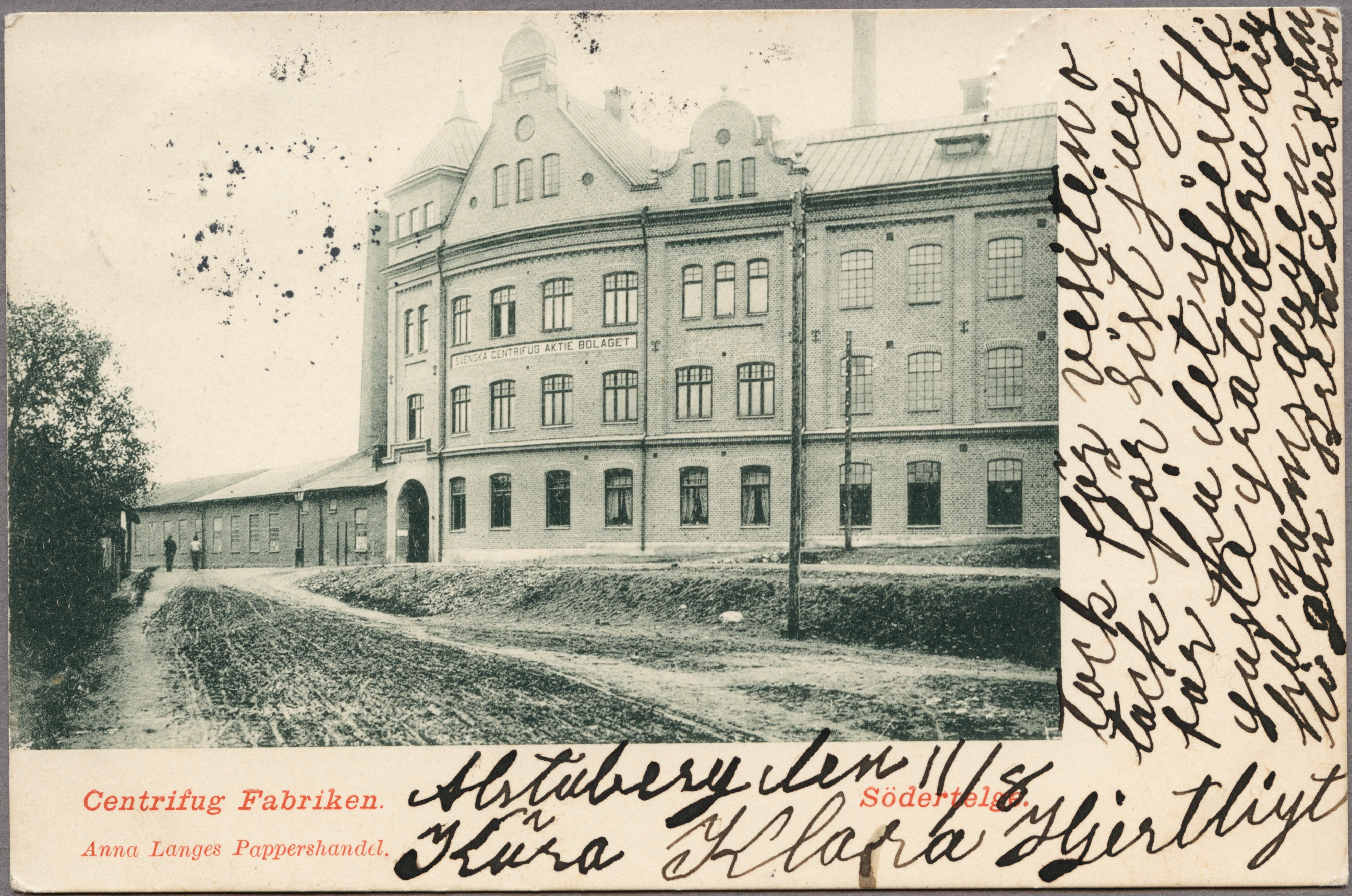
Vykort skickat 1903 med företagets fabrik på Storgatan i Södertälje. På fasaden står texten ”Svenska Centrifug Aktie Bolaget” fortfarande kvar

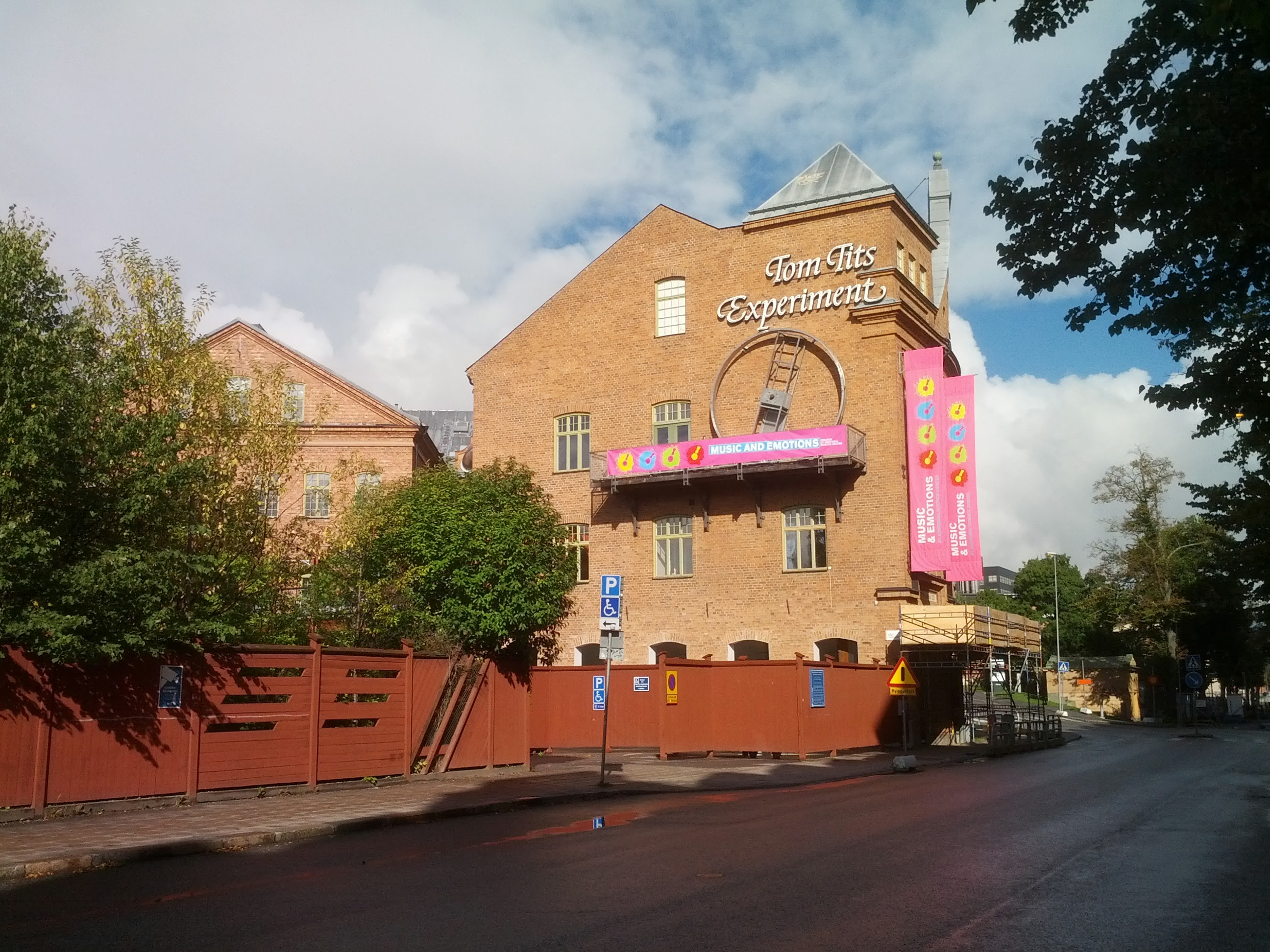
Vetenskapsmuseet Tom Tits Experiment är idag inrymt i Svenska Centrifugs tidigare lokaler

Svenska Centrifug Aktie Bolaget var ett industriföretag som grundades 1896 i Södertälje i Södermanland och Stockholms län.
Svenska Centrifug övertog en industribyggnad vid Storgatan i Södertälje, som närmast dessförinnan hade använts av 1873–88 av AB Atlas för att tillverka järnvägsvagnar. Byggnaden hade ursprungligen uppförts vid mitten av 1860-talet av föregångaren, järnvägsvagns- och järnvägsmaterialtillverkaren D.J. Ekenbergs Söner.
Företaget tillverkade centrifuger och slogs så småningom samman med AB Separator, senare Alfa-Laval. Tillverkning skedde i Södertälje fram till början av 1960-talet, efter vilket den flyttades till Tumba.
Fabriksbyggnaderna användes därefter som industrihotell. Tom Tits Experiment har flyttat in i "högdelen" av fabriken. Gjuteribyggnaden ("Gamla gjuteriet"), som anses vara Södertäljes näst äldsta industribyggnad, har diskuterats (2015/16) som ny lokal för Grafikens Hus.